# Lemurji
Lemurji (iz latinskega lemures, dob. »duhovi«) so mokronosi prvaki iz naddružine Lemuroidea, razdeljene na 8 družin in sestavljene iz 15 rodov in okoli 100 obstoječih vrst. So endemični za otok Madagaskar. Večina obstoječih lemurjev je majhnih, ima koničast gobec, velike oči in dolg rep. Večinoma živijo na drevesih in so aktivni ponoči.
Lemurji so podobni drugim prvakom, vendar so se razvili neodvisno od opic in [[človečnjaki|človečnjakov|. Zaradi zelo sezonskega podnebja na Madagaskarju je evolucija lemurjev ustvarila stopnjo raznolikosti vrst, ki je enaka raznovrstnosti katere koli druge skupine prvakov.
Živi lemurji tehtajo od 30-gramskega mišjega lemurja do 9-kilogramskega indrija. Od prihoda ljudi na otok pred približno 2000 leti je izumrlo več kot ducat vrst 'velikanskih lemurjev', ki so večji od živih lemurjev, vključno z Archaeoindrisom v velikosti gorile. Lemurjem je skupnih veliko lastnosti osnovnih prvakov, kot so različni prsti na rokah in nogah ter nohti namesto krempljev (pri večini vrst). Vendar pa je razmerje med velikostjo možganov in telesom manjše kot pri antropoidnih primatih. Kot pri vseh primatih Strepsirrhine imajo smrček (rhinarium).
Lemurji so na splošno najbolj družabni med prvaki Strepsirrhine, ki živijo v skupinah, znanih kot tropi. Bolj komunicirajo z vonjem in vokalizacijo kot z vizualnimi signali. Lemurji imajo razmeroma nizek bazalni metabolizem, zaradi česar lahko kažejo stanje mirovanja, kot sta hibernacija ali torpor. Imajo tudi sezonsko vzrejo in družbeno prevlado samic. Večina je najrazličnejše sadeže in liste, nekateri pa so specialisti. Dve vrsti lemurjev lahko sobivata v istem gozdu zaradi različnih načinov prehranjevanja.
Raziskave lemurjev v 18. in 19. stoletju so bile osredotočene na taksonomijo in zbiranje vzorcev. Sodobne študije ekologije in vedenja lemurjev so se resno začele šele v 1950-ih in 1960-ih. Terenske študije, ki so jih sprva ovirale politične težave na Madagaskarju sredi 1970-ih, so se nadaljevale v 1980-ih. Lemurji so pomembni za raziskave, ker lahko njihova mešanica značilnosti prednikov in lastnosti, ki si jih delijo z antropoidnimi primati, prinese vpogled v evolucijo primatov in človeka. Večina vrst je bila odkritih ali promoviranih v polni status vrste od 1990-ih dalje; vendar je taksonomska klasifikacija lemurja sporna in je odvisna od uporabljenega koncepta vrste.
Številne vrste lemurjev ostajajo ogrožene zaradi izgube habitata in lova. Čeprav lokalne tradicije, kot je fady (tabu), na splošno pomagajo zaščititi lemurje in njihove gozdove, nezakonita sečnja, gospodarsko pomanjkanje in politična nestabilnost preprečujejo prizadevanja za ohranitev. Zaradi teh groženj in njihovega vse manjšega števila Svetovna zveza za varstvo narave (IUCN) meni, da so lemurji najbolj ogroženi sesalci na svetu, pri čemer ugotavlja, da od leta 2013 vsem vrstam lemurjev grozi do 90 % izumrtje v naravi v naslednjih 20 do 25 letih. 
Obročastorepi makiji so ikonična vrsta. Lemurji skupaj ponazarjajo biotsko raznovrstno živalstvo Madagaskarja in so omogočili nastanek ekoturizma. Poleg tega si naravovarstvene organizacije vedno bolj prizadevajo za izvajanje pristopov, ki temeljijo na skupnosti, da bi rešili vrste lemurjev in spodbujali trajnost.

## Etimologija
Carl Linnaeus, utemeljitelj sodobne binomske nomenklature, je lemurjem dal ime že leta 1758. S svojo razglasitvijo rodu Lemur v 10. izdaji Systema Naturae je vključil tri vrste: Lemur tardigradus (rdeči vitki lori, zdaj znan kot Loris tardigradus), Lemur catta (obročastorepi maki) in Lemur volans (Filipinski leteči lemur, zdaj znan kot Cynocephalus volans). Čeprav je bil izraz lemur najprej namenjen za vitke lorije, je bil kmalu omejen na endemične madagaskarske prvake, ki so od takrat znani pod skupnim imenom lemurji.
Ime lemur izhaja iz latinskega izraza lemures, ki se nanaša na prikazni ali duhove, ki so bili izganjani med praznikom Lemurije v starem Rimu. Linnaeus je poznal dela Vergilija in Ovida, ki sta oba omenjala lemurije. Ko je videl analogijo, ki se ujema z njegovim poimenovanjem, je prilagodil izraz lemur za te nočne primate.
Leta 2012 je bilo ugotovljeno, da so številni viri običajno in napačno domnevali, da je Linnaeus, ko je izbral ime, mislil na videz, podoben duhu, odsevne oči in srhljive krike lemurjev na Madagaskarju. Do takrat se je tudi špekuliralo, da je Linnaeus morda vedel tudi, da so nekateri Malgaši verjeli, da so lemurji duše njihovih prednikov. Vendar sta bili obe trditvi diskreditirani, saj je bil po Linnejevi lastni razlagi izraz lemur izbran zaradi nočne aktivnosti in počasnega gibanja rdečega vitkega lorija:
Lemures dixi hos, quod noctu imprimis obambulant, hominibus quodanmodo similes, & lento passu vagantur.

Imenujem jih lemurji, ker hodijo naokoli predvsem ponoči, na nek način podobno kot ljudje, in tavajo počasi.— Carl Linnaeus, Museum Adolphi Friderici Regis

## Evolucijska zgodovina
Lemurji so prvaki, ki pripadajo podredu Strepsirrhini. Tako kot drugi prvaki vrste strepsirrhine, kot so loriji, poto in galagi, si delijo prednike (ali plesiomorfne) lastnosti z zgodnjimi prvaki. V zvezi s tem lemurje pogosto zamenjujejo s prvaki predniki; lemurji pa niso izvor opic in človečnjakov (simian). Namesto tega so se razvili neodvisno v izolaciji na Madagaskarju. Tradicionalno se domneva, da so se vsi sodobni strepsirrhini, vključno z lemurji, razvili iz zgodnjih prvakov, znanih kot adapiformi, v eocenu (56 do 34 mio let) ali paleocenu (66 do 56 mio let). Adapiformi pa nimajo posebne razporeditve zob, znane kot zobni glavnik, ki jo imajo skoraj vsi živi strepsirrhini. Novejša hipoteza je, da so lemurji potomci lorisoidnih (lorijem podobnih) prvakov. To potrjujejo primerjalne študije gena za citokrom b in prisotnost zobnega glavnika strepsirrhina v obeh skupinah. Namesto da bi bili neposredni predniki lemurjev, so adapiformi morda izvor lemurjev in lorisoidov, razcep, ki bi ga podprle molekularne filogenetske študije. Poznejša ločitev med lemurji in loriji naj bi se glede na molekularne študije zgodila pred približno 62 do 65 milijoni let, čeprav drugi genetski testi in fosilni zapisi v Afriki kažejo za to razhajanje na bolj konservativne ocene od 50 do 55 milijonov let. Vendar so najstarejši fosili lemurja na Madagaskarju pravzaprav subfosili iz poznega pleistocena.
Otok Madagaskar, ki je bil nekoč del superkontinenta Gondvana, je bil izoliran, odkar se je odcepil od vzhodne Afrike (~160 mio let), Antarktike (~80–130 mio let) in Indije (~80–90 mio let). Ker naj bi predniki lemurja prišli iz Afrike okoli 62 do 65 mio let v preteklosti, so morali prečkati Mozambiški preliv, globok preliv med Afriko in Madagaskarjem z minimalno širino približno 560 km. Leta 1915 je paleontolog William Diller Matthew ugotovil, da je biotsko raznovrstnost sesalcev na Madagaskarju (vključno z lemurji) mogoče pojasniti le z naključnimi dogodki plutja, kjer so zelo majhne populacije pripotovale iz bližnje Afrike na prepletenih otočkih rastlinja, ki jih je odplaknilo v morje zaradi velikih rek. Ta oblika biološkega razprševanja se lahko pojavi naključno v milijonih let. V 1940-ih je ameriški paleontolog George Gaylord Simpson skoval izraz hipoteza nagradne igre za takšne naključne dogodke. Rafting je bil od takrat najbolj sprejeta razlaga za naselitev Madagaskarja z lemurji, vendar je do nedavnega veljalo, da je to potovanje zelo malo verjetno, ker močni oceanski tokovi tečejo stran od otoka. Januarja 2010 je poročilo pokazalo, da sta bila pred približno 60 mio leti tako Madagaskar kot Afrika 1650 km južno od današnjega položaja, kar ju je postavilo v drug oceanski vrtinec, ki je proizvajal tokove, ki so bili v nasprotju s temi, ki so danes. Izkazalo se je, da so oceanski tokovi še močnejši od današnjih, kar bi hitreje potisnilo splav, kar bi skrajšalo potovanje na 30 dni ali manj – dovolj kratko, da bi mali sesalec brez težav preživel. Ko so se celinske plošče premikale proti severu, so se tokovi postopoma spreminjali in do 20 milijonov let v preteklost se je okno za oceansko razpršitev zaprlo, kar je učinkovito izoliralo lemurje in ostalo kopensko malgaško favno od celinske Afrike. Izolirani na Madagaskarju z le omejenim številom tekmecev sesalcev, lemurjem ni bilo treba tekmovati z drugimi razvijajočimi se skupinami drevesnih sesalcev, kot so veverice. Prav tako jim je bilo prihranjeno tekmovanje z opicami, ki so se razvile kasneje. Inteligenca, agresivnost in varljivost opic so jim dale prednost pred drugimi prvaki pri izkoriščanju okolja.

## Razširjenost in raznolikost
Lemurji so se, odkar so prišli na Madagaskar, prilagodili in zapolnili številne odprte ekološke niše. Njihova raznolikost v vedenju in morfologiji (zunanjem videzu) tekmuje z raznolikostjo opic in človečnjakov, ki jih najdemo drugod po svetu. V velikosti od 30 g mišjega lemurja Madame Berthe, najmanjšega primata na svetu, do nedavno izumrlega 160–200 kg Archaeoindris fontoynonti, so lemurji razvili različne oblike gibanja, različne stopnje družbene kompleksnosti in edinstvene prilagoditve na lokalno podnebje.
Lemurjem manjka skupnih lastnosti, po katerih bi izstopali od vseh drugih prvakov. Različne vrste lemurjev so razvile edinstvene kombinacije nenavadnih lastnosti za spopadanje z ostrim sezonskim podnebjem Madagaskarja. Te lastnosti lahko vključujejo sezonsko shranjevanje maščobe, hipometabolizem (vključno z otrplostjo in hibernacijo), majhne velikosti skupin, nizko encefalizacijo (relativna velikost možganov), katemeralnost (aktivnost tako podnevi kot ponoči) in stroge sezone razmnoževanja. Ekstremne omejitve virov in sezonska vzreja naj bi prav tako povzročila tri druge razmeroma pogoste lastnosti lemurja: družbeno prevlado samic, spolni monomorfizem in tekmovanje med samci za partnerje, ki vključuje nizke stopnje agonizma, kot je tekmovanje s spermo.
Pred prihodom ljudi pred približno 1500 do 2000 leti so bili lemurji najdeni po celem otoku. Vendar pa so zgodnji naseljenci gozdove hitro spremenili v riževa polja in travnike s kmetijstvom s požigalništvom (lokalno znano kot tavy), s čimer so lemurje omejili na približno 10 % površine otoka, ~60.000 km². Danes se raznolikost in kompleksnost združb lemurjev povečuje z rastlinsko raznolikostjo in padavinami in je največja v deževnih gozdovih vzhodne obale. Kljub njihovim prilagoditvam na ekstremne vremenske razmere sta uničevanje habitatov in lov povzročila strm upad populacije lemurjev, njihova raznolikost pa se je zmanjšala, z nedavnim izumrtjem vsaj 17 vrst v osmih rodovih, znanih skupaj kot subfosilni lemurji. Večina od približno 100 vrst in podvrst lemurja je ogroženih. Če se trendi ne spremenijo, se bo izumrtje verjetno nadaljevalo.
Do nedavnega so na Madagaskarju obstajali orjaški lemurji. Zdaj predstavljeni le z nedavnimi ali subfosilnimi ostanki, so bili sodobnih oblik, in bile nekoč del bogate raznolikosti lemurjev, ki se je razvila v izolaciji. Nekatere njihove prilagoditve niso bile podobne tistim, ki so jih opazili pri njihovih živečih sorodnikih. Vseh 17 izumrlih lemurjev je bilo večjih od obstoječih (živih), nekateri so tehtali celo 200 kg in domnevajo, da so bili aktivni čez dan. Ne samo, da niso bili podobni živim lemurjem tako po velikosti kot po videzu, zapolnili so tudi ekološke niše, ki bodisi ne obstajajo več bodisi so zdaj nezasedene. Veliki deli Madagaskarja, ki so zdaj brez gozdov in lemurjev, so nekoč gostili raznolike skupnosti prvakov, ki so vključevale več kot 20 vrst lemurjev, ki so pokrivale celoten razpon velikosti lemurjev.

## Taksonomska klasifikacija in filogenija
S taksonomskega vidika se je izraz lemur prvotno nanašal na rod Lemur, ki trenutno vsebuje samo obročastorepega makija. Izraz se zdaj uporablja v pogovornem pomenu za vse madagaskarske primate.
Taksonomija lemurjev je sporna in vsi strokovnjaki se z njo ne strinjajo, zlasti glede na nedavno povečanje števila priznanih vrst. Po besedah Russella Mittermeierja, predsednika Conservation International (CI), taksonomista Colina Grovesa in drugih, obstaja skoraj 100 priznanih vrst ali podvrst obstoječega (ali živečega) lemurja, razdeljenih v pet družin in 15 rodov. Ker genetski podatki kažejo, da so bili nedavno izumrli subfosilni lemurji tesno povezani z živimi lemurji, lahko v skupno vključimo dodatne tri družine, osem rodov in 17 vrst. Nasprotno pa so drugi strokovnjaki to označili za taksonomsko inflacijo, namesto da bi imeli skupno število bližje 50 vrstam.
Razvrstitev lemurjev znotraj podreda Strepsirrhini je prav tako sporna, čeprav se večina strokovnjakov strinja o istem filogenetskem drevesu. Ena taksonomija infrared Lemuriformes vsebuje vse živeče strepsirrhine v dveh superdružinah, Lemuroidea za vse lemurje in Lorisoidea za lorisoide (lorije in galage). Druga možnost je, da so lorisoidi včasih umeščeni v svoj infrared, Lorisiformes, ločen od lemurjev. V taksonomiji, ki jo je objavil Colin Groves, je bil aje-aje uvrščen v svoj infrared, Chiromyiformes, medtem ko so bili ostali lemurji uvrščeni v Lemuriformes, lorisoidi pa v Lorisiformes.
Čeprav je na splošno sprejeto, da je aje-aje najbolj bazalni član lemurjevega klada, je razmerje med drugimi štirimi družinami manj jasno, saj so se razšle v ozkem 10 do 12 milijonskem obdobju med poznim eocenom (42 mio v preteklosti) in v oligocen (30 mio v preteklosti). Dve glavni konkurenčni hipotezi sta prikazani na naslednji sliki.
| 2 infraorders | 3 infraorders | 4 infraorders |
| --- | --- | --- |
| - Order Primates - Suborder Strepsirrhini - Infraorder †Adapiformes - Infraorder Lemuriformes - Superfamily Lemuroidea - Family †Archaeolemuridae - Family Cheirogaleidae - Family Daubentoniidae - Family Indriidae - Family Lemuridae - Family Lepilemuridae - Family †Megaladapidae - Family †Palaeopropithecidae - Superfamily Lorisoidea - Suborder Haplorhini | - Order Primates - Suborder Strepsirrhini - Infraorder †Adapiformes - Infraorder Lemuriformes - Superfamily Lemuroidea - Family †Archaeolemuridae - Family Cheirogaleidae - Family Daubentoniidae - Family Indriidae - Family Lemuridae - Family Lepilemuridae - Family †Megaladapidae - Family †Palaeopropithecidae - Infraorder Lorisiformes - Suborder Haplorhini | - Order Primates - Suborder Strepsirrhini - Infraorder †Adapiformes - Infraorder Chiromyiformes - Infraorder Lemuriformes - Superfamily Cheirogaleoidea - Family Cheirogaleidae - Superfamily Lemuroidea - Family †Archaeolemuridae - Family Indriidae - Family Lemuridae - Family Lepilemuridae - Family †Megaladapidae - Family †Palaeopropithecidae - Infraorder Lorisiformes - Suborder Haplorhini |

Taksonomija lemurjev se je bistveno spremenila od prve taksonomske klasifikacije lemurjev Carla Linnaeusa leta 1758. Eden največjih izzivov je bila klasifikacija aje-aje, ki je bila tema razprav do nedavnega. Dokler Richard Owen leta 1866 ni objavil dokončne anatomske študije, zgodnji naravoslovci niso bili prepričani, ali je aje-aje (rod Daubentonia) primat, glodavec ali vrečar. Vendar pa je umestitev aje-aje znotraj reda primatov ostala problematična do nedavnega. Na podlagi njegove anatomije so raziskovalci našli podporo za razvrstitev rodu Daubentonia kot specializiranega indriida, sestrske skupine vseh strepsirrhinov, in kot nedoločenega taksona v redu primatov. Molekularni testi so zdaj pokazali, da so Daubentoniidae bazalni za vse Lemuriformes, leta 2008 pa so Russell Mittermeier, Colin Groves in drugi prezrli obravnavanje taksonomije na višji ravni z opredelitvijo lemurjev kot monofiletov in vsebujejo pet živih družin, vključno z Daubentoniidae.
Tudi odnosi med družinami lemurjev so se izkazali za problematične in jih je treba še dokončno razrešiti. Da bi zadevo dodatno zapletli, je bilo več paleogenskih fosilnih primatov izven Madagaskarja, kot je Bugtilemur, razvrščenih kot lemurji. Vendar znanstveno soglasje ne sprejema teh dodelitev na podlagi genetskih dokazov in zato je splošno sprejeto, da so madagaskarski primati monofileti. Drugo sporno področje je odnos med podlasičjimi lemurji in izumrlimi Megaladapidae. Prej združeni v isto družino zaradi podobnosti v zobovju se zaradi genetskih študij ne štejejo več za tesno povezane.
Na rodovni ravni je prišlo do več taksonomskih sprememb, čeprav so se te revizije izkazale za bolj prepričljive, pogosto podprte z genetsko in molekularno analizo. Najbolj opazne revizije so vključevale postopno razdelitev široko opredeljenega rodu Lemur v ločene rodove za obročastorepega makija, varija in rjavega lemurja zaradi množice morfoloških razlik.
Zaradi več taksonomskih revizij Russella Mittermeierja, Colina Grovesa in drugih je število priznanih vrst lemurjev naraslo s 33 vrst in podvrst leta 1994 na približno 100 leta 2008. Z nadaljnjimi citogenetskimi in molekularno genetskimi raziskavami ter tekočimi terenskimi študijami, zlasti s skrivnostnimi vrstami, kot so mišji lemurji, bo število priznanih vrst lemurjev verjetno še naprej naraščalo. Vendar pa ima hitro povečanje števila priznanih vrst svoje kritike med taksonomisti in raziskovalci lemurjev. Ker so klasifikacije v končni fazi odvisne od uporabljenega koncepta vrste, so naravovarstveniki pogosto naklonjeni definicijam, ki povzročijo razdelitev genetsko različnih populacij v ločene vrste, da se pridobi dodatno varstvo okolja. Drugi so naklonjeni temeljitejši analizi.

## Anatomija in fiziologija
Lemurji se zelo razlikujejo po velikosti. Med njimi so najmanjši primati na svetu, do nedavnega pa tudi nekateri največji. Trenutno tehtajo od približno 30 g za mišjega lemurja Madame Berthe (Microcebus berthae) do 7–9 kg za indri (Indri indri) in venčasta sifaka (Propithecus diadema). Ena od nedavno izumrlih vrst se je po velikosti kosala z gorilo, in sicer Archaeoindris fontoynonti s 160–200 kg.
Kot vsi primati imajo lemurji pet divergentnih prstov z nohti (v večini primerov) na rokah in nogah. Večina lemurjev ima bočno stisnjen, podolgovat noht, imenovan čistilni krempelj, na drugem prstu in ga uporabljajo za praskanje in nego. Poleg čistilnega kremplja si lemurji delijo številne lastnosti z drugimi primati strepsirrhine, kot rinarium (ali smeček); popolnoma delujoč vomeronazalni organ, ki zaznava feromone; postorbitalno prečko in pomanjkanje postorbitalnega zaprtja (stena tanke kosti za očesom); orbite (kostne jamice, ki obdajajo oko), ki niso povsem obrnjene naprej; leva in desna kost mandibule (spodnja čeljustnica), ki nista popolnoma zraščeni; in majhno razmerje med možgansko in telesno maso.
Dodatne lastnosti, ki si jih delijo z drugimi polopicami (strepsirrhine primati in nartničarji), vključujejo dvorogo maternico in epiteliohorialno placentacijo. Ker so njihovi palci samo psevdo-nasprotni, zaradi česar je njihovo gibanje manj neodvisno od drugih prstov, njihove roke niso popolne pri prijemanju in manipuliranju predmetov. Na nogah imajo široko abduciran haluks (prvi prst), ki olajša oprijem drevesnih vej. Pogosta napačna predstava je, da imajo lemurji oprijemalen rep, lastnost, ki jo najdemo le pri opicah Novega sveta, zlasti pri atelidih, med primati. Lemurji se močno zanašajo tudi na svoj voh, lastnost, ki je skupna večini drugih sesalcev in zgodnjih primatov, ne pa tudi vizualno usmerjenim višjim primatom. Ta voh je pomemben v smislu označevanja ozemlja, pa tudi ali je drug lemur primeren partner za razmnoževanje ali ne.
Lemurji so morfološko in fiziološko raznolika skupina primatov. Nekateri lemurji, kot so podlasičji lemurji in indriidi, imajo daljše zadnje okončine kot sprednje, zaradi česar so odlični skakalci. Indriidi imajo tudi specializiran prebavni sistem za črevesje, ki kaže povečane žleze slinavke, prostoren želodec in podolgovato slepo črevo (spodnji del črevesja), ki olajša fermentacijo. Dlakasti pritlikavi lemur (Allocebus trichotis) naj bi imel zelo dolg jezik, zaradi česar se lahko prehranjuje z nektarjem. Podobno ima rdečetrebušni lemur (Eulemur rubriventer) pernat jezik v obliki čopiča, prav tako edinstveno prilagojen za hranjenje z nektarjem in cvetnim prahom. Aje-aje je razvil nekatere lastnosti, ki so edinstvene med primati, zaradi česar izstopa med lemurji. Takšne lastnosti vključujejo stalno rastoče sprednje zobe, podobne glodavcem, za grizljanje lesa in trdih semen; zelo gibljiv, filiformen (v obliki filamenta) sredinec za pridobivanje hrane iz drobnih lukenj; velika, netopirju podobna ušesa za zaznavanje votlih prostorov v drevesih in uporaba samogeneriranih akustičnih znakov za iskanje hrane.
Lemurji so nenavadni, saj imajo veliko variabilnost v svoji družbeni strukturi, vendar na splošno nimajo spolnega dimorfizma v velikosti in morfologiji podočnik. Vendar pa imajo nekatere vrste po navadi večje samice in dve vrsti pravega lemurja (rod Eulemur), sivoglavi lemur (E. albocollaris) in rdeči lemur (E. rufus), kažeta razlike v velikosti podočnikov. Pravi lemurji kažejo spolni dikromatizem (spolne razlike v obarvanosti krzna), vendar se razlika med spoloma razlikuje od osupljivo očitne, kot pri črnem lemurju (Eulemur macaco), do skoraj neopazne v primeru navadnega rjavega lemurja (Eulemur fulvus).
Nezmožnost ljudi, da bi vizualno razlikovali med dvema ali več različnimi vrstami, so nedavno odkrili med lemurji, zlasti pri podlasičjih (Lepilemur) in mišjih lemurjih (Microcebus). Pri podlasičjih lemurjih so bile podvrste tradicionalno opredeljene na podlagi majhnih morfoloških razlik, vendar so novi genetski dokazi podprli podelitev polnega statusa vrste tem regionalnim populacijam. V primeru mišjih lemurjev so sivi mišji lemur (M. murinus), zlatorjavi mišji lemur (M. ravelobensis) in Goodmanov mišji lemur (M. lehilahytsara) do nedavnega veljali za isto vrsto, ko so jih identificirali genetski testi kot skrivnostne vrste.

### Čutila
Voh je zelo pomemben za lemurje in se pogosto uporablja pri komunikaciji. Lemurji imajo dolge gobce (v primerjavi s kratkimi gobci haplorrhinov), za katere se tradicionalno domneva, da postavljajo nos za boljše presejanje vonjav, čeprav dolgi gobci ne pomenijo nujno visoke ostrine voha, saj relativna velikost nosne votline ni povezana z vonjem, ampak gostoto vohalnih receptorjev. Namesto tega lahko dolgi gobci olajšajo žvečenje.
Smrček ali rinarium je lastnost, ki si jo delijo z drugimi strepsirrhinami in številnimi drugimi sesalci, ne pa tudi s prvaki haplorrhine. Čeprav naj bi izboljšal čut za vonj, je v resnici čutni organ na dotik, ki se povezuje z dobro razvitim vomeronazalnim organom (VNO). Ker so feromoni običajno velike, nehlapne molekule, se rinarium uporablja za dotik predmeta, označenega z vonjem in prenos molekul feromonov navzdol po filtru (srednja nosna reža) do VNO preko nazopalatinalnih kanalov, ki potujejo skozi incizivno foramen trdega neba.
Za komunikacijo z vonjem, kar je uporabno ponoči, bodo lemurji stvari zaznamovali z urinom in dišečimi žlezami, ki so na zapestjih, notranji strani komolca, predelih genitalij ali vratu. Koža mošnje večine samcev lemurjev ima dišeče žleze. Variji (rod Varecia) in samci sifak imajo žlezo na dnu vratu, medtem ko imata veliki bambusov lemur (Prolemur simus) in obročastorepi maki žleze znotraj nadlakti blizu pazduhe. Samci obročastorepih makijev imajo dišeče žleze tudi na notranji strani svojih podlahti, ki mejijo na trnu podobno ostrogo, ki jo uporabljajo za vrezovanje in istočasno označevanje drevesnih vej. Prav tako si obrišejo rep med podlakti in se nato vključijo v 'smradne boje', tako da mahajo z repom svojim nasprotnikom.
Za lemurje (in strepsirrhine na splošno) velja, da so manj vizualno orientirani kot višji primati, saj se tako močno zanašajo na svoj voh in zaznavanje feromonov. Fovea na mrežnici, ki omogoča večjo ostrino vida, ni dobro razvita. Postorbitalni septum (ali kostna zapora za očesom) pri haplorrhine primatih naj bi rahlo stabiliziral oko, kar omogoča razvoj fovee. Lemurji le s postorbitalno prečko niso mogli razviti fovee. Zato imajo lemurji ne glede na njihov vzorec aktivnosti (nočne, katemeralne ali dnevne) slabo ostrino vida in visoko retinalno sumacijo. Lemurji lahko vidijo širše vidno polje kot antropoidni primati zaradi majhne razlike v kotu med očmi.
Večina lemurjev je ohranila tapetum lucidum, odsevno plast tkiva v očesu, ki ga najdemo pri mnogih vretenčarjih. Ta lastnost je odsotna pri haplorrhine primatih in njena prisotnost dodatno omejuje ostrino vida pri lemurjih. Strepsirrhine choroidal tapetum je edinstven med sesalci, ker je sestavljen iz kristalnega riboflavina in posledično optično sipanje je tisto, kar omejuje ostrino vida. Čeprav velja, da je tapetum povsod prisoten pri lemurjih, se zdi, da obstajajo izjeme med pravimi lemurji, kot sta črni lemur in navadni rjavi lemur, pa tudi variji. Ker so riboflavini v tapetumu nagnjeni k raztapljanju in izginotju, ko se obdelajo za histološko preiskavo, pa so izjeme še vedno sporne.
Lemurji imajo tudi žmurko, znano kot svetilna membrana, medtem ko ima večina drugih primatov manj razvito plica semilunaris. Membrana ohranja roženico vlažno in čisto s pometanjem po očesu.

### Presnova
Lemurji imajo nizko bazalno presnovo (BMR), kar jim pomaga pri varčevanju z energijo v sušnem obdobju, ko primanjkuje vode in hrane. Svojo porabo energije lahko optimizirajo tako, da znižajo stopnjo presnove na 20 % pod vrednosti, predvidene za sesalce s podobno telesno maso. Rdečerepi podlasičji lemur (Lepilemur ruficaudatus) na primer, naj bi imel eno najnižjih presnovnih stopenj med sesalci. Njegova nizka presnovna stopnja je lahko povezana z njegovo na splošno sladkovodno prehrano in relativno majhno telesno maso. Lemurji kažejo vedenjske prilagoditve, ki dopolnjujejo to lastnost, vključno z vedenjem pri sončenju, zgrbljenem sedenju, skupinskem stiskanju in skupni uporabi gnezd, da bi zmanjšali izgubo toplote in prihranili energijo. Pritlikavi lemurji in mišji lemurji kažejo sezonske cikle mirovanja za varčevanje z energijo. Pred sušnim obdobjem si bodo nakopičili maščobo v belem maščobnem tkivu, ki je na dnu repa in zadnjih nog, kar podvoji njihovo težo. Ob koncu sušne dobe lahko njihova telesna masa pade na polovico tiste, ki je bila pred sušno dobo. Lemurji, ki ne doživljajo stanja mirovanja, so prav tako sposobni zapreti vidike svojega metabolizma za varčevanje z energijo.

## Vedenje
Vedenje lemurja je tako spremenljivo kot morfologija lemurja. Razlike v prehrani, socialnih sistemih, vzorcih dejavnosti, gibanju, komunikaciji, taktikah izogibanja plenilcem, sistemih vzreje in stopnjah inteligence pomagajo opredeliti taksone lemurjev in posamezne vrste ločiti od ostalih. Čeprav trendi pogosto ločijo manjše, nočne lemurje od večjih, dnevnih lemurjev, pogosto obstajajo izjeme, ki pomagajo ponazoriti edinstveno in raznoliko naravo teh madagaskarskih primatov.

### Prehrana
Prehrana lemurjev je zelo spremenljiva in izkazuje visoko stopnjo plastičnosti, čeprav splošni trendi kažejo, da najmanjše vrste uživajo predvsem sadje in žuželke (vsejede), medtem ko so večje vrste bolj rastlinojede in uživajo večinoma rastlinski material. Tako kot pri vseh primatih lahko lačni lemurji pojedo vse, kar je užitno, ne glede na to, ali je to ena izmed njihovih najljubših živil ali ne. Na primer, obročastorepi maki se po potrebi prehranjuje z žuželkami in majhnimi vretenčarji in zato nanj običajno gledajo kot na oportunističnega vsejeda. Coquerelov orjaški mišji lemur (Mirza coquereli) je večinoma sadjejed, vendar bo v sušnem obdobju užival izločke žuželk.
Rastlinski material predstavlja večino prehrane lemurjev. Lemurji izkoriščajo člane najmanj 109 vseh znanih družin rastlin na Madagaskarju (55 %). Zdi se, da so nekateri lemurji razvili odzive proti običajnim rastlinskim obrambam, kot so tanini in alkaloidi. Zlati bambusov lemur (Hapalemur aureus) se na primer prehranjuje z orjaškim bambusom (Cathariostachys madagascariensis), ki vsebuje visoke ravni cianida. Ta lemur lahko dnevno zaužije dvanajstkrat večji odmerek, ki je običajno smrtonosen za večino sesalcev; fiziološki mehanizmi, ki ga ščitijo pred zastrupitvijo s cianidom, niso znani. Dokumentirano je bilo, da lemurji uživajo liste vsaj 82 domačih rastlinskih družin in 15 tujih rastlinskih družin. Lemurji so po navadi izbirčni pri uživanju dela lista ali poganjka ter njegove starosti. Pogosto imajo mladi listi prednost pred zrelimi.
Večina vrst lemurjev, vključno z večino najmanjših lemurjev in z izjemo nekaterih indriidov, pretežno jedo sadje (frugivory), kadar je na voljo. Kot pri večini jedcev tropskega sadja tudi v prehrani lemurja prevladuje sadje iz vrst fikusa (fig). Samo osem vrst lemurjev je znanih kot plenilci semen (zrnojedi), vendar se o tem morda premalo poroča. Vsaj 36 rodov iz 23 družin rastlin je tarča plenilcev semen lemurjev. Lemurji jedo socvetja (skupine cvetov) najmanj 60 rastlinskih družin. Vsaj 24 avtohtonih vrst iz 17 rastlinskih družin je namenjenih uživanju nektarja ali cvetnega prahu. Nekaj vrst lemurjev uživa lubje in rastlinske izločke, kot je drevesni sok. O izkoriščanju eksudatov so poročali pri 18 rastlinskih vrstah in le v suhih regijah na jugu in zahodu Madagaskarja.
Poročali so tudi o uživanju zemlje (geofagija), ki verjetno pomaga pri prebavi, zagotavlja minerale in soli ter pomaga absorbirati toksine. Opažali so, da sifake jedo prst iz termitnjakov, s čimer so verjetno dodali koristno črevesno floro za pomoč pri prebavi celuloze iz njihove prehrane, bogate s hrano.

### Premikanje
Gibalno vedenje lemurjev, tako živih kot izumrlih, je zelo raznoliko in presega raznolikost antropoidov. Gibalni položaji in vedenje so vključevali navpično oprijemanje in skakanje (vključno z vedenjem pri poskoku), opaženo pri indriidih in bambusovih lemurjih; počasno (lorisu podobno) drevesno štirinožno gibanje, ki ga je nekoč kazal Mesopropithecus; hitro drevesno štirinožno gibanje. premikanje, vidno pri pravih lemurjih in varijih; delno kopensko štirinožno gibanje, vidno pri obročastorepem lmakiju; izrazito kopensko štirinožno gibanje, ki so ga nekoč kazali opičji lemurji, kot je Hadropithecus; in lenivcu podobno suspenzorno gibanje, ki so ga nekoč kazali številni lemurji, kot je Palaeopropithecus. Poročali so celo, da je lemur Lac Alaotra (Hapalemur alaotrensis) dober plavalec. Včasih so ti lokomotorični tipi združeni v dve glavni skupini lemurjev, navpične oklepnike in skakače ter drevesne (in občasno kopenske) štirinožce.
Skakalna sposobnost indriidov je dobro dokumentirana in je priljubljena med ekoturisti, ki obiščejo Madagaskar. S svojimi dolgimi, močnimi zadnjimi nogami se katapultirajo v zrak in pristanejo v pokončnem položaju na bližnjem drevesu, z obema rokama in stopaloma se močno oprimejo debla. Indriidi lahko hitro skočijo do 10 m z drevesnega debla na drevesno deblo. Verreauxovi sifaki (Propithecus verreauxi) to uspeva v bodičastih gozdovih južnega Madagaskarja. Ni znano, kako se izogne zabadanju dlani v s trni porasla debla velikih rastlin, kot je Alluaudia. Ko so razdalje med drevesi prevelike, se sifake spustijo na tla in prečkajo razdalje, daljše od 100 m, tako da stojijo pokonci in skačejo vstran z rokami ob strani ter mahajo gor in dol od prsi do višine glave, predvidoma za ravnotežje.

### Komunikacija
Komunikacija lemurjev se lahko prenaša preko zvoka, vida in vonja (voha). Glede na njihov slabši vid so položaji celega telesa verjetno bolj opazni. Obročastorepi maki je na primer pokazal različne obrazne izraze, vključno z grozečim pogledom, potegnjenimi ustnicami za pokornost in potegnjenimi ušesi skupaj z razširjenimi nosnicami med označevanjem vonja. Lemurji za komunikacijo uporabljajo označevanje vonjav. Vohanje je še posebej pomembno za lemurje, razen za indrija, ki nima najbolj običajnih lemurjevih dišečih žlez in ima močno zmanjšano vohalno regijo v možganih. Voh lahko sporoča informacije o starosti, spolu, reproduktivnem statusu, pa tudi razmejuje meje ozemlja.
V primerjavi z drugimi sesalci so primati na splošno zelo glasni in lemurji niso izjema. Najpogostejši klici med lemurji so alarmi plenilcev. Ne odzivajo se le na alarmne klice svoje vrste, ampak tudi na alarmne klice drugih vrst in ptic, ki niso plenilke. Kriki lemurja so lahko tudi zelo glasni in se prenašajo na velike razdalje. Najglasnejši lemur je indri, katerega krike je mogoče slišati do 2 km ali več in tako učinkoviteje sporočajo ozemeljske meje na svojem 34 do 40 hektarih velikem domovanju.
Taktilno komunikacijo (dotik) lemurji večinoma uporabljajo v obliki negovanja, čeprav se med spanjem stisnejo skupaj (v vrstnem redu, ki ga določa položaj), iztegne roko in se dotakne sosednjih članov ter zaklene druge člane. Iztegovanje in dotikanje drugega posameznika se je izkazalo za submisivno vedenje, ki ga izvajajo mlajše ali submisivne živali do starejših in dominantnejših članov tropa. Vendar pa se zdi, da se alogrooming pogosteje pojavlja med posamezniki višjega ranga, kar je skupna lastnost drugim vrstam primatov.

## Razmnoževanje
Razen aje-aje in lemurja Lac Alaotra se lemurji sezonsko razmnožujejo z zelo kratkimi sezonami parjenja in rojstev, na katere vpliva zelo sezonska razpoložljivost virov v njihovem okolju. Sezona parjenja običajno traja manj kot tri tedne vsako leto in vagina samic se odpre le v nekaj urah ali dneh njenega najbolj dovzetnega časa estrusa. Zdi se, da so ta ozka okna za razmnoževanje in razpoložljivost virov povezana z njihovimi kratkimi obdobji brejosti, hitrim zorenjem in nizkimi bazalnimi presnovnimi stopnjami ter visokimi stroški energije za razmnoževanje samic. To je lahko povezano tudi z relativno visoko stopnjo umrljivosti med odraslimi samicami in višjim deležem odraslih samcev v nekaterih populacijah lemurjev – obe neobičajni lastnosti med primati.
Lemurji merijo čas parjenja in rojstva tako, da so vsa obdobja odstavitve sinhronizirana, da se ujemajo s časom največje razpoložljivosti hrane. Vonj močno vpliva na razmnoževanje lemurja. Dejavnost označevanja z vonjem se stopnjuje v času parjenja. Feromoni lahko uskladijo čas razmnoževanja samic, ki pridejo v estrus. Parjenje je lahko monogamno ali promiskuitetno za samce in samice, parjenje pa lahko vključuje posameznike izven skupine. Monogamija je najpogostejša med nočnimi živalskimi vrstami, čeprav nekatere kažejo tekmovanje v prerivanju, spolno zatiranje podrejenih ali tekmovanje med samci, ki se izogibajo neposrednemu boju.
Obdobje brejosti se pri lemurjih razlikuje, in sicer od 9 tednov pri mišjih lemurjih in 9–10 tednov pri pritlikavih lemurjih do 18–24 tednov pri drugih lemurjih. Večkratna rojstva pri lemurjih so običajno dvojna. Ko se potomci skotijo, jih lemurji nosijo s seboj ali jih skrijejo med iskanjem hrane. Med prenosom se mladiči oprimejo materinega kožuha ali pa jih nosijo v ustih za ramo. Opaženi so bili celo samci, ki skrbijo za mladičke. 
Še ena lastnost, po kateri se večina lemurjev loči od antropoidnih primatov, je njihova dolga življenjska doba skupaj z visoko smrtnostjo mladičev. Številni lemurji so se prilagodili zelo sezonskemu okolju, kar je vplivalo na njihovo rodnost, zorenje in stopnjo dvojčkov. To jim pomaga, da si hitro opomorejo od padca števila populacije. V ujetništvu lahko lemurji živijo dvakrat dlje kot v divjini, saj imajo koristi od dosledne prehrane, ki ustreza njihovim prehranskim zahtevam, napredka v medicini in boljšega razumevanja njihovih potreb po namestitvi. Leta 1960 so menili, da lahko lemurji živijo od 23 do 25 let. Zdaj je znano, da lahko večje vrste živijo več kot 30 let, ne da bi kazale znake staranja in so še vedno sposobne razmnoževanja.

## Zaščita
Lemurje ogrožajo številni okoljski problemi, vključno krčenje gozdov, lov na meso divjih živali, ulovom živih za prodajo eksotičnih hišnih ljubljenčkov in podnebnimi spremembami. Vse vrste so navedene v CITES v Dodatku I, ki prepoveduje trgovino z osebki ali deli, razen za znanstvene namene. Od leta 2005 je Mednarodna zveza za ohranjanje narave (IUCN) navedla 16 % vseh vrst lemurjev kot kritično ogroženih, 23 % kot ogroženih, 25 % kot ranljivih, 28 % kot "pomanjkljivih podatkov" in samo 8 % kot najmanj zaskrbljujočih. V naslednjih petih letih je bilo na novo ugotovljenih vsaj 28 vrst, od katerih nobena ni bila ocenjena ohranjenost. Mnogi bodo verjetno obravnavani kot ogroženi, saj so nove vrste lemurjev, ki so bile nedavno opisane, običajno omejene na majhna območja. Glede na stopnjo nadaljnjega uničevanja habitatov bi lahko neodkrite vrste izumrle, preden bi bile identificirane. Od prihoda ljudi na otok pred približno 2000 leti so izginili vsi endemični malgaški vretenčarji nad 10 kg, vključno s 17 vrstami, 8 rodovi in 3 družinami lemurjev. Komisija za preživetje vrst IUCN (IUCN/SSC), Mednarodno primatološko društvo (IPS) in Conservation International (CI) so v svoj bienale »Top 25 najbolj ogroženih primatov« uvrstili kar pet lemurjev. Seznam za obdobje 2008–2010 vključuje velikega bambusovega lemurja, sivoglavega lemurja (Eulemur cinereiceps), črnega lemurja (Eulemur flavifrons), severnega podlasičjega lemurja (Lepilemur septentrionalis) in svilnato sifako. Leta 2012 je ocena skupine strokovnjakov za primate Svetovne zveze za varstvo narave (IUCN) zaključila, da bi moralo biti 90 % od takrat 103 opisanih vrst lemurjev navedenih kot ogroženih na rdečem seznamu IUCN, zaradi česar so lemurji najbolj ogrožena skupina sesalcev. IUCN je leta 2013 ponovil svojo zaskrbljenost in ugotovil, da bi lahko 90 % vseh vrst lemurjev izumrlo v 20 do 25 letih, razen če bo mogoče izvesti 3-letni ohranitveni načrt v vrednosti 7 milijonov USD, namenjen pomoči lokalnim skupnostim.
Madagaskar je ena najrevnejših držav na svetu z visoko stopnjo rasti prebivalstva 2,5 % na leto in skoraj 70 % prebivalstva, ki živi v revščini. Država je tudi obremenjena z visoko stopnjo dolga in omejenimi viri. Ta socialno-ekonomska vprašanja so zapletla prizadevanja za ohranitev, čeprav IUCN/SSC že več kot 20 let priznava otok Madagaskar kot kritično regijo primatov. Zaradi svoje relativno majhne kopenske površine – 587.045 km² – v primerjavi z drugimi regijami z visoko prednostno biotsko raznovrstnostjo in visoke stopnje endemizma država velja za eno najpomembnejših žarišč biotske raznovrstnosti na svetu, pri čemer je ohranjanje lemurjev visoko prednost. Kljub dodatnemu poudarku ohranjanja ni znakov, da so se izumrtja, ki so se začela s prihodom ljudi, končala.
Od leta 1927 je vlada Madagaskarja vse lemurje razglasila za zaščitene z vzpostavitvijo zavarovanih območij, ki so zdaj razvrščena v tri kategorije: narodni parki (Parcs Nationaux), strogi naravni rezervati (Réserves Naturelles Intégrales) in posebni rezervati (Réserves Spéciales). Trenutno obstaja 18 narodnih parkov, 5 strogih naravnih rezervatov in 22 posebnih rezervatov, kot tudi več drugih manjših zasebnih rezervatov, kot sta rezervat Berenty in zasebni rezervat Sainte Luce, oba blizu Fort Dauphin. Vsa zavarovana območja, razen zasebnih rezervatov, obsegajo približno 3 % kopenske površine Madagaskarja in jih upravljajo narodni parki Madagaskarja, prej znani kot l'Association Nationale pour la Gestion des Aires Protégées (ANGAP), ter druge nevladne organizacije (NVO), vključno z Conservation International (CI), Društvom za ohranjanje divjih živali (WCS) in Svetovnim skladom za naravo (WWF). Večino vrst lemurjev pokriva ta mreža zavarovanih območij, nekaj vrst pa je mogoče najti v številnih parkih ali rezervatih.
Ohranjanje omogoča tudi Madagascar Fauna Group (MFG), združenje skoraj 40 živalskih vrtov in sorodnih organizacij, vključno s Duke Lemur Center, Durrell Wildlife Conservation Trust in Saint Louis Zoološkim parkom. Ta mednarodna nevladna organizacija podpira Madagaskarski park Ivoloina, pomaga zaščititi rezervat Betampona in druga zavarovana območja ter spodbuja terenske raziskave, programe vzreje, načrtovanje ohranjanja in izobraževanje v živalskih vrtovih.
Septembra 2003 je nekdanji predsednik Madagaskarja Marc Ravalomanana v Durbanu v Južni Afriki obljubil, da bo v petih letih potrojil velikost zavarovanih območij otoka. To je postalo znano kot Durbanska vizija. Junija 2007 je Odbor za svetovno dediščino velik del vzhodnih deževnih gozdov Madagaskarja uvrstil na Unescov seznam svetovne dediščine. S politično krizo leta 2009 se je nezakonita sečnja razširila in zdaj ogroža deževne gozdove na severovzhodu, vključno z njihovimi prebivalci lemurji in ekoturizmom, na katerega se zanašajo lokalne skupnosti.